# بابيروسة سولاويسي الشمالية
بابيروسة سولاويسي الشمالية (الاسم العلمي:  Babyrousa celebensis) حيوان ثديي شبيه بالخنزير متوطن في إندونيسيا في جزيرة سولاوسي، وبعض الجزر القريبة. يمتاز هذا الحيوان بأربع أنياب ضخمة تمتد في مقدمة فمه. قد تنمو الأنياب لتخترق جمجمته إن لم يشذبها بحكها بالأشجار وما شابه. 
يعتبر بابيروسة سولاويسي الشمالية بأنه حيوان مهدد بالانقراض نتيجة للصيد وتدمير الغابات التي هي موطنه. 